# Monte Cenno
Il Monte Cenno è una montagna dell'isola d'Elba.

## Descrizione
Situata nella parte occidentale dell'isola, fa parte della catena del Monte Capanne e raggiunge un'altezza di 592 metri sul livello del mare.
La vetta si trova tra il Monte Orlano e La Grottaccia, mentre tra esso e le Piane alla Sughera si erge il Monte Còccaro. Il toponimo deriva probabilmente dall'usanza medievale dei cenni o cinni di fumo per segnalare improvvisi pericoli o incursioni piratesche, considerato il diretto collegamento visivo con l'insediamento montano di Pedemonte. Nel 1840 è attestato come Cùccolo («vetta») del Cenno; sulle pendici si trova la località denominata Forca. A breve distanza dalla vetta sorge un quartiere pastorale, il Caprile del Cenno, parzialmente ricostruito dal pastore Evangelista Barsaglini (1923-2016) di San Piero in Campo.